# دیوید بایوکو
دیوید بایوکو (انگلیسی: Davide Baiocco؛ زادهٔ ۸ مهٔ ۱۹۷۵) بازیکن فوتبال اهل ایتالیا است.
از باشگاه‌هایی که در آن بازی کرده‌است می‌توان به باشگاه فوتبال رجینا، باشگاه فوتبال پروجا، باشگاه فوتبال آلساندریا، باشگاه فوتبال یوونتوس، باشگاه فوتبال کرمونزه، باشگاه فوتبال برشا، باشگاه فوتبال پیاچنزا، باشگاه فوتبال روبور سیه‌نا، و باشگاه فوتبال کاتانیا اشاره کرد.